# Neuseeländisch-portugiesische Beziehungen
Die neuseeländisch-portugiesischen Beziehungen beschreiben das zwischenstaatliche Verhältnis von Neuseeland und Portugal. Die Länder unterhalten seit 1976 direkte diplomatische Beziehungen. Die Beziehungen der beiden Ländern gelten als gut und problemfrei.
Die zwei Staaten sind Partner in einer Reihe internationaler Organisationen, darunter die verschiedenen UN-Gremien, der Internationale Strafgerichtshof, die Welthandelsorganisation und im Rahmen von militärischen Kooperationen und Konsultationen zwischen Neuseeland und der NATO.
Verbindende Eckpunkte der bilateralen Beziehungen sind die gemeinsame Arbeit im Aufbau der seit 2002 unabhängigen Republik Osttimor und der bilaterale Handel, zudem gehörten Portugiesen ab dem 19. Jahrhundert mit zu den ersten europäischen Einwanderern in Neuseeland.
In Neuseeland sind 612 Portugiesen konsularisch registriert (2014), während 45 Neuseeländer in Portugal gemeldet sind (2015).

## Geschichte

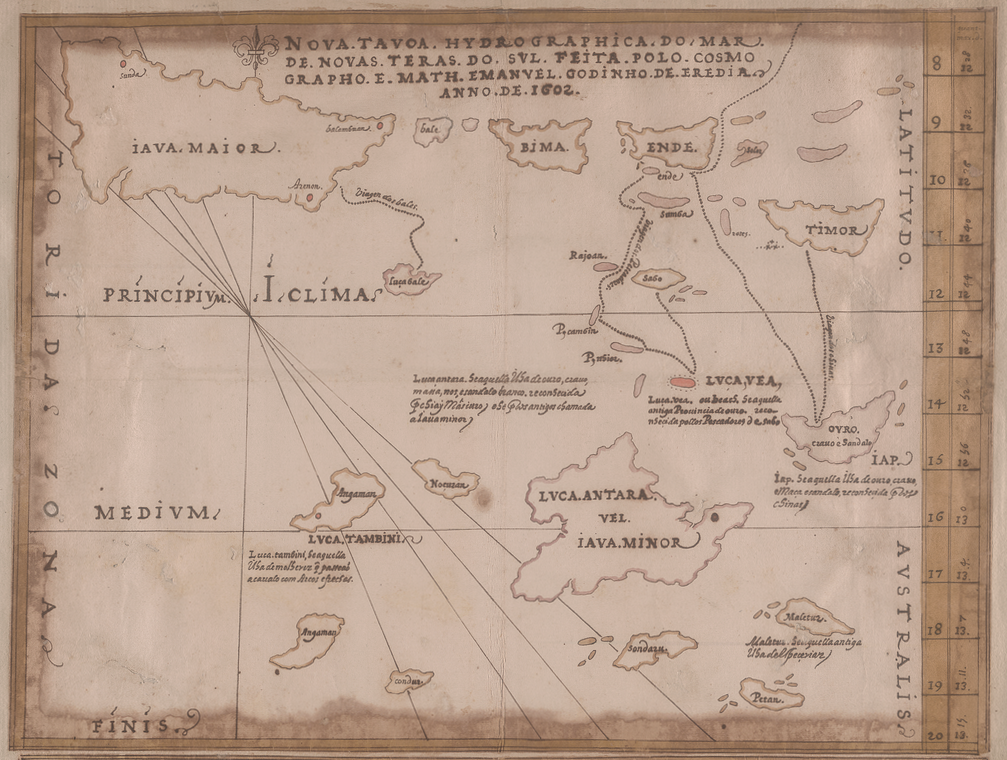
Karte Erédias von 1602 mit Luca Antara, eine der ersten konkreten Karten Australiens

Der in Malakka geborene portugiesische Kartograf und Seefahrer Manuel Godinho de Erédia (1563–1623) beschäftigte sich intensiv mit der Region. Seine Karten, die eine unbekannte Goldinsel (Ilha do Ouro) bzw. Luca Antara und weitere Inseln rundumher zeigten, lassen bereits ein konkreteres portugiesisches Wissen um Australien und seine Nachbararchipele vor der Ankunft des Niederländers Willem Jansz im Jahr 1606 vermuten. Belegt ist eine Notiz Erédias von 1601 zur konkreten Existenz und Lage der Terra Australis. Eine konkrete Sichtung Neuseelands durch Portugiesen vor der Ankunft Abel Tasmans 1642 ist jedoch nicht bekannt.
Ab dem 19. Jahrhundert begann eine Einwanderung von Europäern nach Neuseeland, bedingt insbesondere durch den hier aufkommenden Walfang. Portugiesen gehörten zu diesen ersten Einwanderern in Neuseeland.
2002 erlangte die frühere portugiesische Kolonie Osttimor seine volle Unabhängigkeit. Seither gehört Neuseeland mit Australien und Portugal zu den wichtigsten Partnerländer beim Aufbau der jungen Republik.
2007 besuchte der neuseeländische Außenminister Winston Peters Portugal und traf dort auf seinen Amtskollegen Luís Amado.
2013 traf der portugiesische Staatssekretär für Energie, Dr. Artur Trindade, den neuseeländischen Minister für Energie und Ressourcen, Simon Bridges, am Rande des Pacific Energy Summit in Auckland.

## Diplomatie
Portugal unterhält keine eigene Botschaft in Neuseeland, das zum Amtsbezirk des portugiesischen Botschafters im australischen Canberra gehört.
Es existieren zwei portugiesische Honorarkonsulate, in Māngere bei Auckland und in der Hauptstadt Wellington.
Auch Neuseeland hat keine eigene Vertretung in Portugal, sondern ist dort mit seinem Botschafter in der französischen Hauptstadt Paris doppelakkreditiert.
Neuseeland führt ein Konsulat in der portugiesischen Hauptstadt Lissabon.

## Wirtschaft

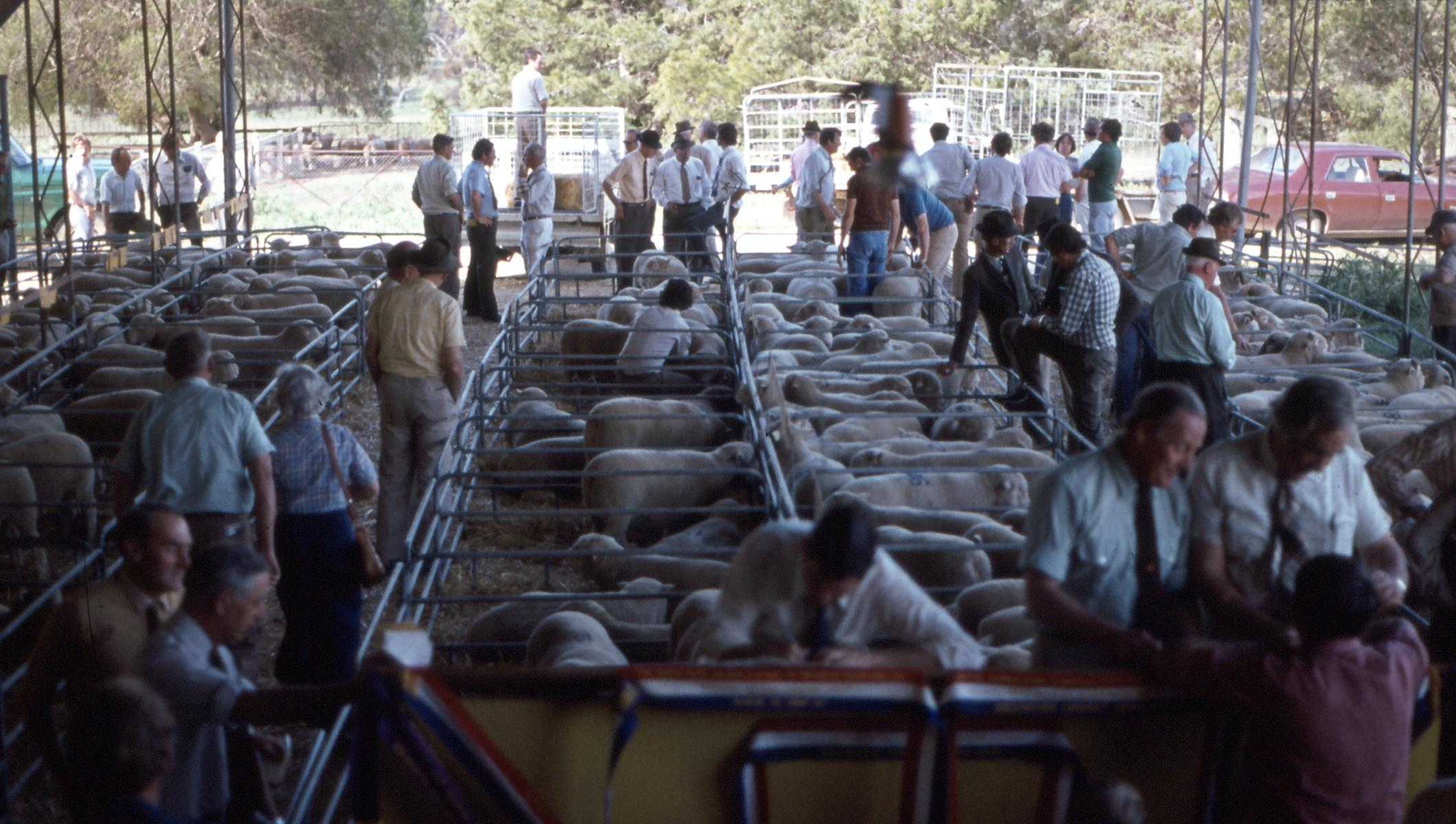
Schafhandel in Sandy Creek, Neuseeland: Schaffleisch und Meerestiere sind Neuseelands Hauptexportartikel nach Portugal

Die portugiesische Außenhandelskammer AICEP unterhält keine Niederlassung in Neuseeland, zuständig ist das AICEP-Büro im australischen Sydney.
Im Jahr 2016 exportierte Portugal Waren und Dienstleistungen im Wert von 25,3 Mio. Euro nach Neuseeland (2015: 25,8 Mio.; 2014: 19,1 Mio.; 2013: 16,0 Mio.; 2012: 17,2 Mio.). Dabei waren von den 17,8 Mio. Euro Waren 18,7 % Schuhe, 13,9 % Kunststoffe, 13,7 % Textilien, 11,2 % Maschinen und Geräte und 7,7 % Lebensmittel.
Im gleichen Zeitraum lieferte Neuseeland Waren und Dienstleistungen im Wert von 23,1 Mio. Euro an Portugal (2015: 20,2 Mio.; 2014: 18,9 Mio.; 2013: 17,1 Mio.; 2012: 20,2 Mio.). Von den 22,7 Mio. Euro Waren entfielen 86,5 % auf landwirtschaftliche Erzeugnisse, 5,2 % auf Textilien, 2,2 % auf Maschinen und Geräte, 1,6 % chemisch-pharmazeutische Produkte und 1,3 % auf Lebensmittel.
Damit rangierte Portugal im neuseeländischen Waren-Außenhandel an 70. Stelle unter den Abnehmern und an 55. Stelle unter den Lieferanten, während Neuseeland für den portugiesischen Außenhandel an 87. Stelle als Abnehmer und an 79. Stelle als Lieferant stand.

## Tourismus
Im Jahr 2016 waren neuseeländische Touristen für 6,5 Mio. Euro Einnahmen des portugiesischen Hotelgewerbes verantwortlich (2015: 5,5 Mio.; 2014: 5,6 Mio.; 2013: 4,6 Mio.; 2012: 6,0 Mio.). Sie machten damit 0,05 % des portugiesischen Fremdenverkehrs aus.
Jährlich besuchen rund 1.000 Portugiesen Neuseeland.

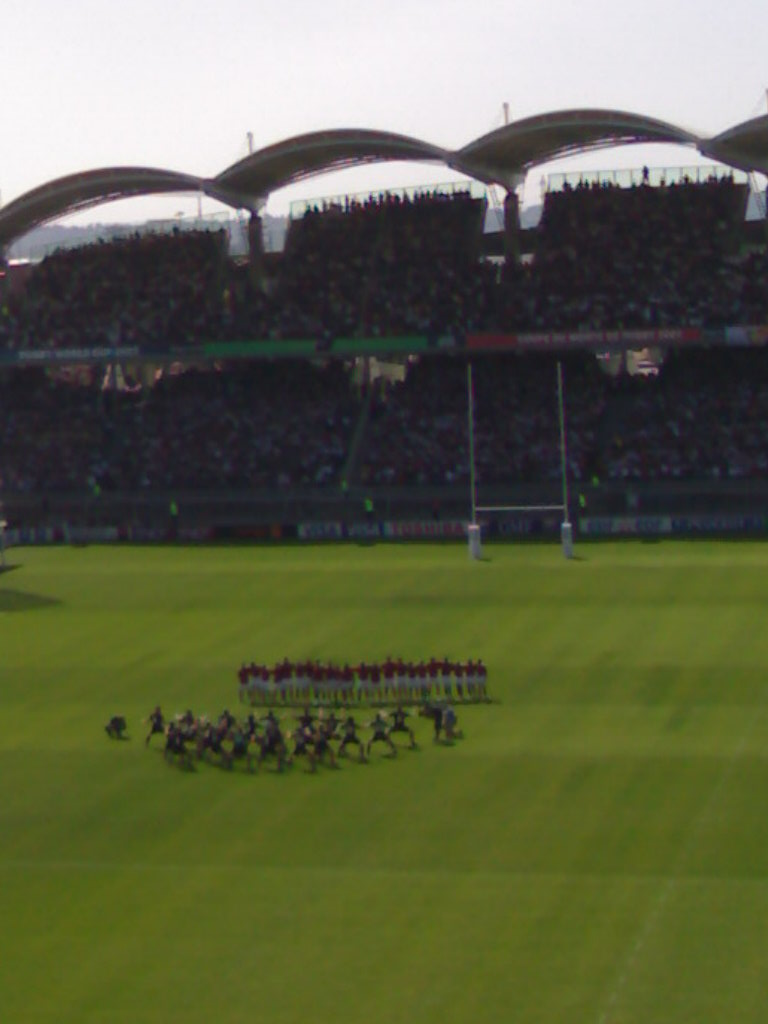
Die Auswahl Neuseelands führt den Haka vor der portugiesischen Auswahl auf; Neuseeland gewann die Begegnung am 15. September 2007 bei der WM in Frankreich

## Sport
In Nationalsport Neuseelands, dem Rugby Union, traf die Neuseeländische Rugby-Union-Nationalmannschaft und die Portugiesische Rugby-Auswahl bisher einmal aufeinander (Stand Oktober 2021). Bei dem Spiel in der Gruppe C bei der WM 2007 in Frankreich siegte Neuseeland.
Im portugiesischen Nationalsport Fußball haben die Portugiesische Fußballnationalmannschaft und die Auswahl Neuseelands bisher einmal gegeneinander gespielt (Stand April 2022). Das Vorrundenspiel des Konföderationen-Pokals 2017 am 24. Juni 2017 im Sankt Petersburger Krestowski-Stadion endete 4:0 für Portugal.
Die portugiesische und die neuseeländische Frauen-Nationalmannschaft trafen bislang einmal aufeinander (Stand April 2022), beim Algarve-Cup 2016 unterlagen die Portugiesinnen den Gästen aus Neuseeland mit 0:1.